# Institut fédéral pour le développement durable
L’Institut fédéral pour le développement durable (IFDD) est un organisme chargé d’assister le gouvernement fédéral belge dans l’élaboration et la mise en œuvre des choix politiques en matière de développement durable. Il dépend de la chancellerie du Premier Ministre.

## Missions
En tant que service public, l’IFDD apporte son soutien aux parties prenantes, principalement aux autres administrations fédérales, pour mettre en place un processus de transition vers un développement durable. Ce soutien se concrétise via :
- la préparation des politiques cadres du développement durable ;
- la coordination de l'exécution de la politique en matière de développement durable ;
- la mise à disposition d'expertise.

Ces missions impliquent :
- la collaboration avec les autres services publics fédéraux ainsi qu’avec les responsables politiques ;
- l’apport d’idées innovantes ;
- l’interaction avec les parties prenantes telle la société civile ;
- la participation proactive aux processus de décision aux niveaux national et international ;
- le développement des outils transversaux de développement durable.

## Organisation
L’IFDD est composé de 3 cellules à travers lesquelles s’exercent les activités clés du service : 
- Stratégie et planning : prépare la politique fédérale de développement durable et coordonne le suivi de la vision fédérale à long terme en matière de développement durable et des Plans fédéraux de Développement durable, suivi de la politique européenne et internationale, suivi du volet développement durable de l’Analyse d’Impact de la Réglementation
- Responsabilité sociétale : initie des projets visant la promotion de la responsabilité sociétale des organisations (gestion environnementale, achats publics, alimentation, événements, ISO26000, GRI)
- Communication : s'occupe de la stratégie de communication de l'IFDD et gère les différents canaux de communication, suivi des projets subsidiés.

Ces cellules sont placées sous la supervision d’un directeur, et soutenues de manière transversale par le Management Office.

## Historique
Créé par l’arrêté royal du 21 février 2014 (paru au Moniteur belge du 10 mars 2014), l’Institut fédéral pour le Développement durable (IFDD) est le successeur du Service public de programmation Développement durable, qui avait été mis en place afin de réaliser les engagements pris par la Belgique à la suite du sommet mondial sur le développement durable à Johannesburg en 2002.  L’IFDD est un service opérationnel auprès du SPF Chancellerie du Premier Ministre.  Ceci signifie que l’Institut est un service autonome qui dispose de son propre budget et qu’il bénéficie du soutien opérationnel (en ce qui concerne la gestion du personnel, l’ICT et le budget, principalement) des services de la Chancellerie.

## Dates clés
- 1997 : la stratégie fédérale de développement durable est établie dans une loi de coordination de la politique fédérale concernant le développement durable.
- 2000 : Approbation du premier Plan fédéral de Développement Durable 2000 – 2004
- 2002 : Création du service public de programmation Développement Durable (SPP DD)
- 2004 : Création des cellules de développement durable dans les services publics fédéraux
- 2004 : approbation du deuxième Plan fédéral de Développement Durable
- 2005 : Le gouvernement fédéral décide d'intégrer le système de gestion de l'environnement EMAS pour les services publics fédéraux.
- 2005 : Organisation de la première Journée du Développement durable au sein de l’administration fédérale
- 2006 : Approbation du cadre de référence « Responsabilité sociétale des entreprises (RSE) / investissement socialement responsable (ISR)» et, plus tard dans l'année, du plan d'action RSE
- 2007 : La procédure EIDD (étude d’incidence des décisions sur un développement durable) est ajoutée dans la circulaire réglant le fonctionnement du Conseil des ministres.
- 2009 : Approbation du plan d'action fédéral en matière d'achats publics durables
- 2010 : Modification de la loi relative à la coordination de la politique fédérale de développement durable de 1997
- 2010 : Organisation durable de la présidence belge de l'Union européenne
- 2011 : Premier benchmarking fédéral sur EMAS
- 2011 : Projets pilotes ISO 26000 au sein des services publics fédéraux
- 2011 : Début de l'accompagement Alimentation durable dans les cantines fédérales
- 2013 : Le gouvernement fédéral approuve la vision à long terme en matière de développement durable.
- 2013 : Deuxième benchmarking fédéral sur EMAS
- 2014 : Le SPP DD devient l'Institut fédéral pour le Développement durable (IFDD)
- 2014 : L'EIDD est remplacé par l'AIR (poursuit le même objectif : améliorer la qualité des politiques publiques en analysant au préalable les conséquences potentielles du projet sur un large éventail de domaines tant économiques que sociaux et environnementaux, en y apportant quelques nuances pratiques)
- 2014 : Projet pilote de rapport de durabilité suivant GRI-4

## Responsables politiques fédéraux chargés du développement durable
- 2020-actuel: Zakia Khattabi (Ecolo) - Ministre du Climat, de l'Environnement, du Développement Durable et du Green Deal
- 2014-2020 : Marie-Christine Marghem (MR – MCC) - Ministre de l'Énergie, de l'Environnement et du Développement durable
- 2013-2014 : Servais Verherstraeten (CD&V) - Secrétaire d'État au Développement durable
- 2011-2013 : Steven Vanackere (CD&V) - ministre des Finances et du Développement durable
- 2007-2011 : Paul Magnette (PS) - Ministre du Climat et de l’Énergie
- 2004-2007 : Els Van Weert (Spirit) - Secrétaire d'État au Développement durable et à l'Économie sociale
- 2003-2004 : Freya Van den Bossche (SP. A) Ministre de l'Environnement, de la Protection de la Consommation et du Développement durable
- 1999-2003 : Olivier Deleuze (ECOLO) : Secrétaire d'État à l'Énergie et au Développement durable
- 1995-1999 : Jan Peeters (SP) : secrétaire d’État à la Sécurité et à l’Environnement